# سبيتا
فلهلم سْپيتَّا Wilhelm Spitta (1233 - 1300 ه‍ـ / 1818 - 1883 م) هو مستشرق ألماني.
من آثاره «لهجات المصريين العامية» و«رسالة» عن أبي الحسن الأشعري ومذهبه، كلاهما بالألمانية.
تخرج في قسم اللغات الشرقية بجامعة ليبزج، ونال درجة الدكتوراه عام 1875 عن رسالة «تاريخ أبي الحسن الأشعري ومذهبه»، وفي صيف ذلك العام عُين ناظراً للكتبخانة الخديوية، وقد أُُُبعد عن مصر مع قيام ثورة عرابي عام 1882، وما رجع إلى ألمانيا حتى توفي في سبتمبر سنة 1883.

## مؤلفاته
ومن مؤلفاته:
- قواعد اللهجة العربية العامية بمصر، وهو أول دراسة للهجات العربية في مصر
- وتحقيق كتاب المعرب من الكلام الأعجمي للجواليقي .
- من أعماله بالكتبخانة إعداد فهرس للمخطوطات العربية الموجودة بالمكتبة في نحو 40 صفحة.